# Xiomara Alfaro
Xiomara Alfaro (Havana, 11 de maio de 1930 - Cabo Coral, 24 de junho de 2018) foi uma cantora cubana de música popular que residiu em Cabo Coral (Estados Unidos).

## Biografia
Xiomara Alfaro iniciou-se em revistas musicais nos anos 50 e em espetáculos de cabaré. Atuou no clube Tropicana e realizou numerosos espetáculos em diversos países do mundo. Lançou mais de 28 discos, alguns com a colaboração de Bebo Valdés e Ernesto Duarte Brito, entre outros. O bolero «Siboney» de Ernesto Lecuona foi muito popular em sua voz e era a interpretação que o autor mais gostava. Era casada com o pianista panamenho Rafael Benítez, que foi seu arranjador e diretor de orquestra, colaborando na gravação de seus discos. Participou do filme italiano "Mambo" com Silvana Mangano e Vittorio Gassman, dirigida por Robert Rossen em 1954, bem como do filme mexicano Yambaó (1956), junto às também cubanas Ninón Sevilla e Olga Guillot, dirigida por Alfredo B.Crevenna. Teve destacada participação musical em um dos mais famosos filmes chilenos de todos os tempos, O Grande Circo Chamorro (1955).
Xiomara Alfaro marcou um estilo próprio na canção popular cubana, com seu repertório de boleros em sua voz de soprano de coloratura de impressionantes agudos, sendo contemporânea de Olga Guillot, Celia Cruz, Omara Portuondo e Yma Súmac.

## Discografia
- Besos en mis sueños
- Recordar es vivir (con la Orquesta de Rafael Benítez)
- Siboney (con las orquestas de Ernesto Duarte y Chico O'Farill)
- Xiomara Alfaro en gira
- Xiomara Alfaro en Nueva York (con Joe Cain y su Orquesta)
- ¡No puedo ser feliz! (con la Orquesta de Rafael Benítez)
- Xiomara Alfaro Sings International Flavors
- Lamento borincano (Con las Orquestas de Bebo Valdés y Adolfo Guzmán)
- La Sublime
- Más éxitos
- Latin Nightingale (con las Orquestas de Bebo Valdés y Adolfo Guzmán)
- Recuerdos de Cuba
- Todo para recordar
- Cuando vuelva a tu lado
- Padre Nuestro
- En ti me escondo yo
- El Ruiseñor trina de nuevo
- Aquellas canciones